# Charles Buxton
Charles Buxton (18 novembre 1822 - 10 août 1871) est un brasseur anglais, philanthrope, écrivain et député. 

## Biographie
Buxton est né le 18 novembre 1822 à Cromer, Norfolk, le troisième fils de Thomas Fowell Buxton, un brasseur notable, député et réformateur social, et a suivi les traces de son père, devenant associé de la brasserie de Truman, Hanbury, Buxton, &amp; Co à Brick Lane, Spitalfields, Londres, puis un député. Il est député libéral de Newport, île de Wight (1857–1859), Maidstone (1859–1865) et East Surrey (1865–1871). Son fils Sydney Buxton est également député et gouverneur d'Afrique du Sud. 
Le 7 février 1850, il épouse Emily Mary Holland, la fille aînée du médecin Henry Holland (médecin de la reine Victoria et plus tard présidente de la Royal Institution). 
Vers 1850, il commande la construction d'une petite maison isolée, mais ornée, Foxholm (classée architecturale au grade II) sur Redhill Road, puis à Wisley mais maintenant à Cobham, pour l'aumônier de la reine Victoria  . 
En 1860, il a sa propre maison, Foxwarren Park, construite sur le domaine voisin entre un terrain de golf et le site d'intérêt scientifique spécial qui est Ockham et Wisley Commons. Il est un Grade II * bâtiment classé. Le bâtiment est de style néo-gothique : briques polychromes, rouges avec des couches bleues, et vinaigrettes en terre cuite, toits de tuiles plates renouvelés avec des pignons en forme de corbeau . 
Il est décédé le 10 août 1871 . 
Il publie les Mémoires de Sir Thomas Fowell Buxton, baronnet, avec des sélections de sa correspondance, publiées pour la première fois en 1848. Il écrivit plus tard une histoire, Esclavage et liberté dans les Antilles britanniques, publiée en 1860. 